# Lacul Vulturilor

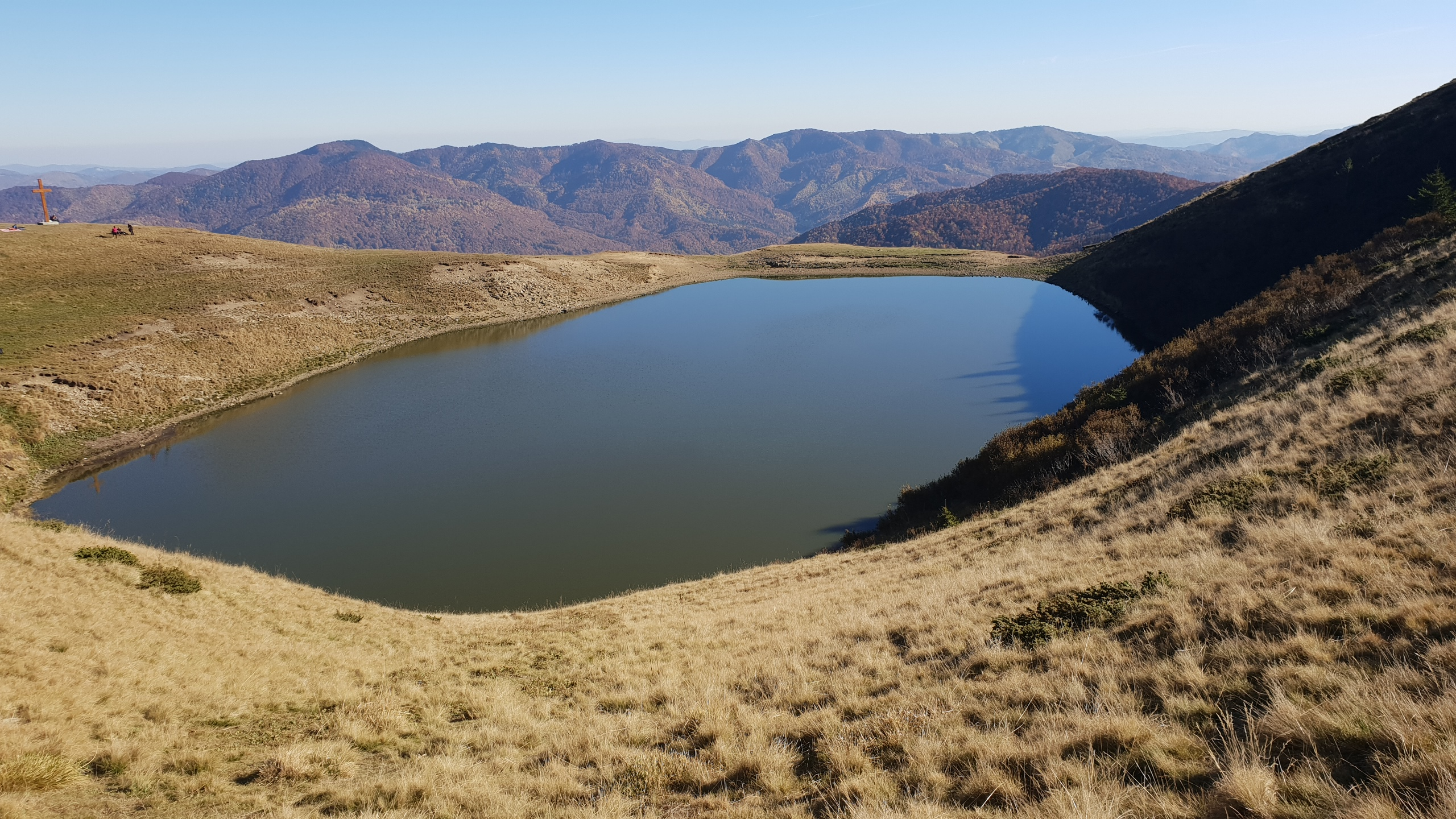
Lacul Vulturilor

Lacul Vulturilor (denumit și Lacul Fără Fund) este un lac periglaciar aflat în Munții Siriului, la o altitudine de 1.420 m, în apropierea localității Gura Siriului din comuna Siriu, județul Buzău, România și se află pe suprafața comunei Chiojdu. Adâncimea sa maximă este de 2,5 m.

## Numele
Lacul Vulturilor sau Lacul fără Fund se găsește pe partea estică a versantului Mălâia, la altitudinea de 1.420 m, în Munții Siriului. Cele două nume ale acestui lac provin din două legende. I se spune Lacul Vulturilor deoarece aici, conform unei legende, consemnată de Alexandru Vlahuță în cartea sa România pitorească, lacul ar fi un loc unde vulturii veneau primăvara să-și învețe puii să zboare. Numele de Lacul fără Fund provine dintr-o altă legendă, despre un cioban care și-a lăsat turma de mioare, a aruncat bâta în apa lacului și a plecat. După un an de peregrinări, ciobanul și-ar fi regăsit bâta în apele Dunării și mistuit de dorul mioarelor și a locurilor natale, se întoarce acasă.

## Trasee
- Traseul 1: Siriu – Satul Bontu Mare – Cătun Gura Milei – Valea Milea – Lacul Vulturilor Marcaj: triunghi roșu Durata: 5-6 ore
- Traseul 2: Spre Poarta Vânturilor: Cabana Lacul Vulturilor - Lacul Sec – Șaua „Poarta Vânturilor”. Marcaj: punct roșu Durata: ½ oră
- Traseul 3: Cascada La Șipot - Chiojdu-Lacul Vulturilor[1]. Are o lungime de circa 20 km si urmează DJ 103 P, DC 209, continuînd  apoi pe "drumul nemților" până la Lacul Vulturilor
- Traseul 4: La Lacul Vulturilor se poate ajunge prin Valea Neagra pe un traseu de 3,5-4 ore. Marcaj: Banda rosie. Traseul începe la Gura Siriului (520 m), – Dosul Muntelui , Poarta Vânturilor (1.490 m) apoi continuînd pe traseul 2 (punct rosu)
- Traseul 5: Din localitatea Crasna (570 m). Valea Urlătoarea, Poarta Vânturilor. Marcaj: triunghi albastru Durata: 3-3,5 ore

## Legături externe
- Lacul Vulturilor, Muntii Siriului, 9 august 2014, www.fabrica-de-calatorii.ro Arhivat în 10 august 2014, la Wayback Machine.
- Turism în sălbăticia munților Buzăului. Colț de rai l
- Misterele Lacului Fără Fund din  Munții Buzăului